# The Outer Limits (seriál, 1963)
The Outer Limits je americký sci-fi televizní seriál, premiérově vysílaný v letech 1963–1965 na stanici ABC. Seriál nemá souvislý děj, jde o antologii, jejíž díly tvoří samostatné příběhy. Ve dvou řadách vzniklo celkem 49 epizod. 
V letech 1995–2002 vznikla nová verze, seriál Krajní meze.